# Mimonephelotus flavomarmoratus
Mimonephelotus flavomarmoratus là một loài bọ cánh cứng trong họ Cerambycidae.